# Calophyllum grandiflorum
Calophyllum grandiflorum är en tvåhjärtbladig växtart som beskrevs av J. J. Smith. Calophyllum grandiflorum ingår i släktet Calophyllum och familjen Calophyllaceae. Inga underarter finns listade i Catalogue of Life.